# Richard Saul
Air Vice Marshal Richard Ernest Saul (Dublin (Ierland), 16 april 1891 – 30 november 1965) was een Britse piloot tijdens de Eerste Wereldoorlog en een Royal Air Force-commandant tijdens de Tweede Wereldoorlog.

## Biografie
Saul werd geboren in Dublin in Ierland. Bij het begin van de Eerste Wereldoorlog was hij een tweede luitenant bij de Royal Army Service Corps en in 1916 was hij een Flying Officer (waarnemer) bij de RFC-squadron nr. 16 van de Royal Flying Corps. Tijdens de oorlog nog kreeg hij het commando over de RFC-squadron nr. 4 van de Royal Flying Corps. Na de wapenstilstand voerde het commando over de RAF-squadron nr. 7 van de Royal Air Force (RAF).
Als een sportman speelde hij rugby en hockey voor de RAF. In zowel 1928 en 1932 was hij de tenniskampioen van de RAF. 
In september 1933 werd Saul benoemd tot Officer Commanding van de RAF-squadron nr. 203 van de RAF die gestationeerd was in Basra in Irak. In 1935 leidde Saul de vlucht van watervliegtuigen van zijn squadron op de lange afstandsvlucht van Plymouth naar Basra. Van 1936 tot 1937 was Saul Officer Commanding van de RAF Calshot en van 1937 tot 1939 was hij Air Officer Commanding van de RAF-groep nr. 11 met de rang van Air Commodore en promoveerde daarna tot Vice Air Marshal. 
Tijdens de Tweede Wereldoorlog was Saul Air Officer Commanding van de RAF-groep nr. 13 (1939-1940), RAF-groep nr. 12 (1940-1942) en de Air Defences Eastern Mediterranean (1943-1944). Tijdens de Slag om Engeland was hij verantwoordelijk voor de verdediging van de vliegvelden en radarstations in Noord-Engeland en Schotland.
Saul ging op 29 juni 1944 met pensioen bij de RAF en diende daarna als voorzitter van de missie van de United Nations Relief and Rehabilitation Administration op de Balkan. Daarna was hij vicevoorzitter van de Internationale Transportcommissie in Rome. Na zijn vertrek uit Rome in 1951 werkte Saul tot zijn pensioen in 1959 als manager van een universiteitsboekhandel. Richard Saul stierf op 30 november 1965.

## Decoraties
- Lid in de Orde van het Bad
- Distinguished Flying Cross